# Ki (filosofia)

Ideogramma cinese del Qi, raffigurante il vapore che si alza al di sopra di una pentola piena di riso, ed esprime pertanto l'idea di movimento e di trasformazione della materia in energia nutriente

Il termine cinese qi (气, pronuncia "ci") [giapponese: ki (氣), coreano: gi (기, forma più antica)] è il nome dato all'energia interna del corpo umano ricorrente in tutte le aree soggette all'influenza culturale cinese (Giappone, Corea) ma spazia da ambiti prettamente filosofici alle arti marziali o alla medicina tradizionale cinese fino alla geomanzia, idraulica, pittura, calligrafia e poetica.
In particolare il termine giapponese ki è l'elemento centrale costitutivo del vocabolo giapponese Aikidō (合氣道, scritto in kanji), di cui il carattere 氣 esprime il concetto essenziale.

## Traslitterazione
Il termine ki è presente sia nella lingua giapponese che in quella cinese. Dato che queste lingue condividono in parte il sistema di scrittura ma il giapponese utilizza pronunce adattate dei termini cinesi, le traslitterazioni nell'alfabeto latino non sempre risultano univoche. La traslitterazione dal giapponese è quindi ki, secondo il sistema Hepburn, mentre dal cinese esistono due possibili traslitterazioni in uso: la prima segue il metodo Wade-Giles ed è ch'i, la seconda segue il metodo Pinyin ed è qì.

## Storia del ki
Il concetto orientale di ki è di difficile definizione.
In Giappone, tale termine è usato quotidianamente a partire dall'instaurarsi della cultura cinese.
Il ki esprime il concetto delle energie fondamentali dell'universo, di cui fanno parte la natura e le funzioni della mente umana.
Nell'antica Cina, poiché era visto come la forza che originava tutte le funzioni fisiche e psicologiche, il concetto di ki venne ampiamente utilizzato nella medicina tradizionale cinese, nelle arti marziali ed in molti altri aspetti della vita. Il concetto di ki fu utilizzato per determinare il massimo livello della forza dei soldati, per scegliere in base a ciò il movimento
militare idoneo. In seguito, lo studio dei ki divenne una forma di pratica di predizione del destino, mediante l'abilità dell'indovino di leggere il ki di un individuo.
Nella cultura tradizionale induista il termine con significato corrispondente è il vocabolo sanscrito Prana.
Nella cultura tradizionale occidentale, il significato del termine latino spiritus di cui il vocabolo 氣 ki è termine equivalente, traduce la parola greca πνευμα (pneuma, il soffio vivificatore) da πνειν (soffiare) e questa a sua volta traduce la voce ebraica rû:ăh (accento sulla u e suono gutturale aspirato finale). La rû:ăh ebraica (che a differenza degli altri termini è invece un sostantivo femminile), in relazione all'ambito della natura indicava il soffio del vento, in relazione all'ambito di Dio significava la sua forza di creare la vita e di imprimere un senso alla storia, in relazione all'ambito dell'Uomo ne indicava non solo il suo essere vivo, ma anche il suo respiro ed il suo alito.

## Ilkinella filosofia
La possibile traduzione dell'ideogramma ki, è Essenza Individuale, cioè quella peculiare caratteristica che distingue ogni essere da tutti gli altri.
Secondo una interpretazione spirituale o filosofica potremmo parlare di Anima, di Microcosmo, di Coscienza, di Psiche oppure più concretamente di Personalità, Individualità, Carattere, Identità.
Ciò che importa stabilire ora è l'esistenza di una energia che muove dall'interno del nostro corpo (inteso come sistema Mente/Corpo) e gli permette di interagire con la realtà. La cellula è l'unità fondamentale della materia vivente, il suo cuore è il nucleo, il suo corpo è la membrana citoplasmatica. La membrana plasmatica non è solamente una barriera passiva tra l'ambiente esterno e quello interno della cellula, ma è capace di governare il passaggio delle sostanze che l'attraversano. Durante lo sviluppo dell'organismo, sono le cellule che evolvendosi e specializzandosi formano i tessuti. La cellula consiste quindi dei componenti essenziali, necessari al processo vitale, in grado di fornire a tutto l'organismo energia e materiali di costruzione. 
Il complesso delle reazioni che generano energia è detto respirazione interna, per distinguerlo dalla respirazione polmonare. Crescita, rinnovamento e riparazione sono le caratteristiche fondamentali di ogni tipo di vita.
Nell'essere umano esiste una memoria di un passato antichissimo, un collegamento con i primordi della vita ed esistono misteriose e segrete, le istruzioni per edificare l'intera vita. Le cellule sanno perfettamente quello che devono fare la crescita, la vita e la riproduzione. Questa conoscenza è una forma di energia, ed è in questo senso che si intende il ki, come energia ancestrale, primordiale, come memoria, saggezza e armonia interiori, collegamento a tutti gli esseri precedenti e conseguenti. Il ki è l'essenza, il seme, il germe, il nucleo dove si condensa il significato della vita.
Come la cellula conosce il proprio scopo, sa chi è e cosa deve fare e lavora instancabilmente per essere sé stessa, anche l'essere umano ha un preciso compito nella vita.
Cercarlo, scoprirlo, comprenderlo e realizzarlo è la chiave della felicità.
Ki è quindi la Forza Vitale che scorre in ogni organismo vivente. In Sanscrito è conosciuta come Prana, nella Medicina tradizionale cinese si chiama Chi, e circola negli organi interni e nei meridiani generando i principali processi fisiologici come la respirazione, la digestione, la circolazione sanguigna e linfatica, la secrezione e l'escrezione. Nelle arti marziali indica la capacità di concentrare e dirigere il potere personale durante il combattimento, (Kumite). Le pratiche yogiche di respirazione
o Pranayama mettono in condizione di accumulare l'energia all'interno del corpo, attraverso la meditazione, i mudrā, i mantra possiamo interagire con il nostro equilibrio psicofisico.

## Ilki(qì) nelle arti marziali
(Morihei Ueshiba - Fondatore della disciplina dell'Aikidō)
Il ki 氣 di cui si tratta nella disciplina giapponese dell'Aikido, è rappresentato dall'ideogramma giapponese 氣 che, nei caratteri della scrittura kanji, raffigura il vapore che sale dal riso in cottura.
Nella disciplina dell'Aikido significa spirito, ma non nel significato che tale termine ha nella religione, bensì nel significato del vocabolo latino "spiritus", cioè soffio vitale ed energia vitale.
Il riso, nella tradizione giapponese, rappresenta il fondamento della nutrizione e quindi l'elemento del sostentamento in vita ed il vapore rappresenta l'energia sotto forma eterea e quindi quella particolare energia cosmica che spira ed aleggia in natura e che per l'Uomo è vitale. Il 氣 ki è dunque anche l'energia cosmica che sostiene ogni cosa.
Nella disciplina dell'Aikido e più in generale nelle arti marziali giapponesi ed orientali, l'essere umano è vivo finché è percorso dal 氣 ki dell'universo e lo veicola scambiandolo con la natura circostante: privato del 氣 ki l'essere umano cessa di vivere e fisicamente si dissolve. Nella concezione delle arti marziali orientali, l'essere umano è pieno di vita, di coraggio, di energie fisiche ed interiori finché veicola il 氣 ki in modo vigoroso attraverso il proprio corpo e lo scambio con la natura circostante è abbondante; quando invece nel suo corpo la carica vitale del 氣 ki è carente, l'essere umano langue, è debole, codardo, rinunciatario.
Nella pratica della disciplina dell'Aikido 会氣道, ci si impegna per imparare a riempire il corpo con il 氣 ki ed a veicolarlo energicamente; pertanto nell'Aikido 会氣道 è necessario comprendere bene la profonda natura del 氣 ki ed imparare a riconoscerne le manifestazioni e gli effetti, i quali vanno sotto il nome di Kokyu.
Per estensione di significato il 氣 ki può essere associato a quella che i fisici del XVIII e XIX secolo chiamavano vis viva (forza viva), ovvero una sorta di fluido attraverso il quale l'energia ha la possibilità di trasferirsi da un oggetto materiale ad un altro.
Secondo le antiche credenze, attraverso la respirazione il ki si accumula e riempie tutte le parti del corpo, ma viene emanato solo quando corpo e mente sono sereni e distesi.
Nell'aikidō o nel taijiquan ogni gesto è un movimento di energia, nel Jūdō, nel ju jitsu non è importante la forza muscolare quanto l'abilità di gestire e direzionare il ki.
Secondo una trattazione scientifica corrispondente alla mentalità occidentale, il ki potrebbe essere inteso come l'energia interna di un corpo.
La questione dell'armonia del ki (o Ai-Ki) è un concetto orientale di una certa complessità. Si noti innanzitutto che tale questione è assolutamente diversa da quella di una mente (nel senso di Kokoro) salda e lucida, anche se entrambe si riconducono allo stesso principio: il miglior impiego dell'energia. Tale principio, enunciato e fermamente sostenuto da Kanō Jigorō (Ki-Ai) fu concretamente realizzato da Morihei Ueshiba con la creazione dell'Aikido (termine composto dai vocaboli Ai-Ki-Do, ciascuno dei quali ha un suo proprio significato che, unito agli altri, genera un significato più complesso). Questa disciplina realizza l'Ai-Ki nella vita interiore dell'uomo e nella sua manifestazione esteriore: questa esteriorizzazione è denominata nella lingua giapponese con il termine Kokyu. La realizzazione dell'Ai-Ki è infatti la manifestazione di uno stato di totale controllo del corpo che vive ed agisce in perfetta armonia con le leggi naturali e cosmiche. Tuttavia, sebbene questo stato sia raggiungibile sotto il controllo dell'esercizio della volontarietà in modo relativamente facile, il requisito fondamentale dell'Ai-Ki è l'assoluta spontaneità ed istintualità dei propri movimenti, per quanto precisi essi siano. Le azioni passano dallo stato di consapevolezza volontaria a quello di libera istintualità e perciò si dice che la mente (sempre nel senso di Kokoro) è ricettiva e conforme ad adattarsi alle situazioni.
Nella disciplina dell'Aikido con il termine "istintualità" s'intende quell'istintività non naturale, cioè che nessuno possiede in modo innato e spontaneo, ma che un'abitudine frutto di un allenamento particolare può far penetrare nei meccanismi istintivi naturali e consolidarli ad essi, radicandoli nell'istinto naturale come se questi fossero stati conferiti insieme alla nascita. Per fare un esempio: sono reazioni istintuali le complesse reazioni istantanee fra di loro combinate ed armonicamente sincronizzate quali le azioni contemporaneamente esercitate su freno, frizione, cambio, acceleratore, volante, che quando siamo alla guida di un autoveicolo poniamo in essere in situazioni d'emergenza senza pensare ai gesti che compiamo, mentre il ritrarre istantaneamente la mano senza pensare e premeditare il gesto che si compie quando questa è scottata da una fiamma, questo è invece un gesto istintivo.
Secondo la tradizione orientale e specificamente delle arti marziali giapponesi, esistono tre sedi naturali in cui il 氣 ki si localizza che nella lingua giapponese sono denominate "tanden" 丹田, le quali non sono però delle vere e proprie sedi fisiche, materiali, corporee, ma sono dei punti virtuali dove viene localizzata la cosiddetta "presenza mentale" del praticante e precisamente:
il "Kikai Tanden" 気海丹田, la sede viscerale, il "Chudan Tanden" 中段丹田, la sede mediana ed il "Jodan Tanden" 上段丹田, la sede superiore.
Il ki 氣 è l'energia vitale che percorre i centri vitali e li rende funzionali e capaci di svolgere il loro compito essenziale per il mantenimento in vita dell'essere umano.
Il Maestro Shingeru Egami (Shotokai) in un passaggio del suo libro Karate-Do Nyumon dice:
Il problema della mente è profondo. La sua elevazione ad uno stato superiore, l'allargamento e la purificazione di se stessi, sono le ultime cose da conseguire per mezzo della pratica. Si devono allenare mente e corpo, perché diversamente la pratica non ha senso. Tentando di pulire la vostra mente dalle impurità della vita quotidiana, per mezzo del contatto spirituale con gli altri. La mente ed il corpo sono simili a due ruote di un carro, nessuna delle due ha il predominio. Questa è la pratica autentica. Ottenere qualcosa di valore spirituale nella vita è vera pratica. Entrando in contatto fisico con gli altri, si entrerà anche in contatto spirituale. Nella vita quotidiana bisogna arrivare a conoscere le nostre relazioni con gli altri, come ognuno di noi influisca sugli altri e come le idee si possano scambiare. Si devono rispettare gli altri e pensare bene di loro. Le persone devono essere mentalmente aperte e rispettose del benessere e della felicità altrui. In un combattimento, quando riuscirete a trascendere dalla semplice pratica, riuscirete ad essere una cosa sola con il vostro avversario.